# Mohamed Chafik
Mohamed Chafik (in arabo محمد شَفيق ‎?, Muḥammad Shafīq; in berbero ⵎⵓⵃⵎⵎⴰⴷ ⵛⴰⴼⵉⵇ, Muḥmmad Cafiq; Sefrou, 17 settembre 1926) è un linguista berbero con cittadinanza marocchina.

## Biografia
Chafik nacque nel 1926 da una famiglia di benestanti agricoltori nel villaggio berbero di Aït Sadden, presso Sefrou. Dopo avere compiuto gli studi elementari, entrò al Collegio di Azrou, luogo di formazione dell'élite berbera, dove fu affascinato dall'ardore patriottico di Ahmed Zemmouri; dopodiché, invece di proseguire nella carriera militare che era lo sbocco tradizionale degli studenti del Collegio di Azrou, passò al  Collegio Moulay Youssef di Rabat. Fu tra gli organizzatori degli scioperi studenteschi a sostegno del Manifesto per l'indipendenza del 1944.
Laureatosi alla facoltà di lettere dell'Institut des Hautes Etudes Marocaines di Rabat, dopo alcuni anni di insegnamento di francese e di arabo classico tra il 1947 e il 1955, avviò una carriera nell'amministrazione come ispettore scolastico fino a ricoprire nel 1967 la carica di ispettore capo del ministero. Tra il 1970 e il 1971 fu sottosegretario di Stato all'insegnamento secondario, tecnico e superiore, e alla formazione dei quadri, e in seguito divenne segretario di Stato del primo ministro e in seguito incaricato di missione nel gabinetto reale tra il 1972 e il 1976 e direttore del Collegio Reale tra il 1976 e il 1982. Dal 1980 è membro dell'Accademia reale del Marocco.
Chafik fu tra i precursori del movimento berberista marocchino, quando a partire dai primi anni 1960 pubblicò una serie di articoli sulla rivista Afaq celebranti l'identità berbera del Marocco. In seguito Chafik fu tra i fondatori dell'Association Culturelle Amazigh e delle riviste Amazigh e Tifawt. Nel 2000 fu promotore del Manifesto berbero, il quale chiedeva esplicitamente al sovrano una riabilitazione della cultura berbera e condannava l'identità esclusivamente araba rivendicata dalle istituzioni. Il 14 gennaio 2002 il re Muhammad VI lo nominò rettore del neonato Institut Royal de la Culture Amazighe, istituzione preposta alla salvaguardia e alla tutela della cultura berbera in Marocco. Nel 2002 l'opera culturale e scientifica di Mohamed Chafik ricette il Premio principe Claus.

## Opere
- Numerosi articoli, a partire dal 1963, sulla rivista Afaq
- Pensées sous-développées (1972)
- Ce que dit le muezzin (1974)
- Aperçu sur trente-trois siècles d’histoire des Amazighs (1989)
- Quarante-quatre leçons en langue amazighe (1991)
- al-Muʿjam al-ʿArabi al-Amazighi - Dictionnaire arabe-amazighe, in 3 volumi, (1993, 1996, 2000)
- Le dialecte marocain : un domaine de contact entre l'amazighe et l'arabe (1999)
- La langue tamazight et sa structure linguistique (2000)
- Pour un Maghreb d'abord maghrébin (2000)